# Nechoes
Dansk duo bosiddende i København. Nechoes spiller dansk-sproget pop/rock med inspiration fra Pete Yorn, Kent, Dido, Coldplay og U2. Lydmæssigt ligger de ikke langt fra Nordstrøm, Monopol og Johnny Deluxe. 

Duoen består af Nicolai Kærgaard (vokal, keyboards, programmering) og Nicolai Gleie (el-guitar, akustisk guitar, backing vokal og programmering). Debutalbummet Hovedet den forkerte vej udkom i oktober 2008 på Gateway Music. 

Navnet på bandet kommer af de to medlemmers fornavn: Nicolai. "Nicolai" bliver hurtigt til "Nico", 2 "Nico'er" bliver til "Nicos", og hvis man leger med det ord og det engelske ord echoes ("ekkoer"), får man Nechoes. Debutalbummets titel blev hentet ud af de to Nicolai’ers barndom; nemlig efter børnerimet: ”Nicolai, hovedet den forkerte vej.” I titelnummeret refereres der også til et andet Nicolai-relateret børnerim: ”Punktum punktum komma streg – sådan tegnes Nicolai.”

Nechoes’ tekstunivers rummer referencer til både litteratur, poesi, og film. Men i lige så høj grad refereres der til stednavne og populærmusik på postmodernistisk manér. Referencer til Samuel Taylor Coleridge optræder på lige fod med Britney Spears og computerspillet Counter-Strike. 

## Hovedet den forkerte vej– Trackliste
1. Blafrer i vinden
2. Søger dig
3. Hovedet den forkerte vej
4. Årgang 89
5. Anne-Katrine
6. Vinter til Sommer
7. Den sorte boks
8. Allergi
9. Gem det væk
10. Gid jeg kunne
11. Drømmevirkelighed
12. 99 procent
13. En near-life experience

## Anmeldelser
Jydske Vestkysten tildelte albummet 4 stjerner, og anmelder Steen Rasmussen kaldte albummet for en ”Solid debut” med ”[f]ine melodier og et godt drive, som får helhedsindtrykket til at løfte sig, jo mere man lytter.” På MUSIKEREN.dk skrev Marcus Winther-John om albummet: ”Stilen er ligetil, både hvad angår tekster og instrumenteringen, og fungerer fint med de sympatiske, melodiske sange.”